# Enrico Teodoro Pigozzi
Pour les articles homonymes, voir Pigozzi.
Enrico Teodoro Pigozzi, francisé en Henri Théodore Pigozzi – surnommé « Monsieur Simca » −, né à Turin le 26 juin 1898 et mort à Neuilly-sur-Seine le 18 novembre 1964, est un industriel italien de l'automobile. Il dirigea - en tant que directeur général (à partir de 1935) puis de P.D.G. (de 1954 à son départ en 1963) - le constructeur automobile franco-italien Simca créé par Fiat fin 1934 afin de contourner les dissuasives barrières douanières d'exportations entre l'Italie mussolinienne et la France.

## Biographie
Le jeune Enrico Pigozzi fut très tôt confronté aux réalités du monde adulte. Il n'a que 14 ans au décès de son père, et il doit prendre la direction de l'entreprise de transports (hippomobiles) familiale. Il effectue son service militaire dans l'armée de l'air, ce qui lui permet de se former dans la mécanique et les moteurs en particulier. Dès son retour à la vie civile, à la fin de la Première Guerre mondiale, il est convaincu que la traction animale a vécu et que le monde s'oriente vers la motorisation de masse à l'avenir. Il vend l'entreprise familiale de transports et s'engage dans le commerce avec la vente de motocyclettes anglaises et américaines.
Toutes les personnes qui, à Turin, travaillaient dans le domaine de la motorisation en ce début du XXe siècle allaient inévitablement tôt ou tard entrer en contact avec Fiat. Le jeune Pigozzi est aussitôt invité à s'installer à Paris à la demande de son employeur, pour coordonner l'achat de métaux et ferrailles devant alimenter les fonderies du groupe turinois.
Pigozzi accepte cette proposition mais, après deux ans de présence sur le sol français, se rend compte qu'il pourrait aussi importer des voitures italiennes pour les vendre en France. Son activité vient en complément des importations opérées par l'ex-champion cycliste Ernest Loste et obtient des résultats importants. Afin de rendre ses produits plus compétitifs et éviter des droits de douane prohibitifs qui étaient souvent supérieurs à 100 % à l'époque, Fiat propose à Pigozzi de créer un atelier où les voitures Fiat seraient importées en pièces détachées pour y être assemblées en France. Un petit atelier fut loué, et en seulement 20 mois il réussit à assembler 29 000 voitures. Devant le succès il faut s'agrandir, et en 1926 est créée une structure bien plus importante, la SAFAF (Société anonyme française des automobiles Fiat), permettant d'assembler les voitures non plus avec des pièces importées par Fiat (trop taxées par la douane), mais fabriquées en France par des façonniers. Ces Fiat prendront officiellement le nom de « Fiat-Française ».
À 28 ans il est nommé directeur général de la SAFAF (le président étant Ernest Loste). Dès 1930 la situation économique se détériore en France et les droits d'importation augmentent fortement, surtout sur des produits importés non finis, comme les pièces détachées automobiles. En 1932, avec Fiat, il décide de transformer la SAFAF en constructeur automobile, et la raison sociale devient : « Société anonyme française pour la fabrication en France des automobiles Fiat ». Le 2 novembre 1934 est créée par Fiat la société anonyme française Simca (Société Industrielle de Mécanique et de Carrosserie Automobile) dont il sera le directeur général – par cooptation des actionnaires fondateurs – entre le 1er juillet 1935 et 1954 (lorsque le premier président, Roger Fighiera, prendra sa retraite), puis président-directeur général de 1954 à 1963 (année de la vente de Simca à Chrysler). Sous son impulsion Simca connaîtra une très grande expansion et rivalisera avec les grandes marques françaises privées. En 1963 Henri Pigozzi est brutalement licencié par le nouvel actionnaire majoritaire (63 %) de Simca, le groupe américain Chrysler. Il ne s'en remettra pas et décédera quelques mois plus tard d'une crise cardiaque. Quinze ans plus tard, en août 1978, Chrysler revendra ses filiales européennes, dont Simca, au groupe PSA Peugeot Citroën. Celui-ci fera disparaître la marque Simca en juillet 1979 pour lui substituer, en la ressuscitant, l'ancienne marque française Talbot (marque d'automobiles de luxe et de sport, rachetée en 1958 par Simca), qui disparaîtra à son tour en 1986.
Henri-Théodore Pigozzi est le père de Jean Pigozzi, jet-setter, photographe et collectionneur d'œuvres d'art, et de deux filles dont l'une, Caroline Pigozzi, est journaliste-reporter à Paris Match et écrivaine.

### Hommages
- Rue Henri-Théodore Pigozzi à Poissy.

## Publication
- Simca (Paris), les exigences de l'avenir, Société Simca, Montrouge, imprimeur Draeger, 1959, In-4° (25 cm), 202 pages, figures et planches en noir et en couleurs, portrait en couleurs, cartes en noir et en couleurs, cartes illustrées en couleurs.